# 細蔵山
細蔵山（ほそぞうやま）は、富山県中新川郡上市町にある山。標高は1551m。
富山県登山連盟の富山の百山の一つ。

## 概要
早月川の右岸の山で、登山道の尾根の途中には樹齢100年以上立山杉の巨木とブナの森がある。
山頂は台地上で、山頂の眺めがよく剣岳や奥大日岳などがはっきり見える。

## 登山
早月川と鍋増谷の間の長い尾根を登る。かつては残雪期に登る山だったが、2009年に登山道が整備され話題となった。
しかし1,200m地点より上の登山道は藪に覆われており、特に最低鞍部と山頂周辺は踏跡すら見えないダケカンバ交じりの藪で苦しい。
現在登られている登山口は伊折橋の右岸側にあるダート林道をひたすら直進すると見つかるが、赤テープ以外の目印がなく分かりづらい。